# Can Fortuny de Font-rubí
Can Fortuny de Font-rubí és una obra de Font-rubí (Alt Penedès) inclosa a l'Inventari del Patrimoni Arquitectònic de Catalunya.

## Descripció
Es tracta d'una masia formada de planta baixa, pis i golfes i coberta a dues vessants. Té un portal adovellat, ampits de les finestres del pis de pedra, una composició simètrica de façana i un baluard sense tanca. Té una era-plaça al davant i altres edificis agrícoles adossats. Està molt reformada.